# Cytheropteron talquinense
Cytheropteron talquinense is een mosselkreeftjessoort uit de familie van de Cytheruridae. De wetenschappelijke naam van de soort is voor het eerst geldig gepubliceerd in 1954 door Puri.